# Tensta vattentorn

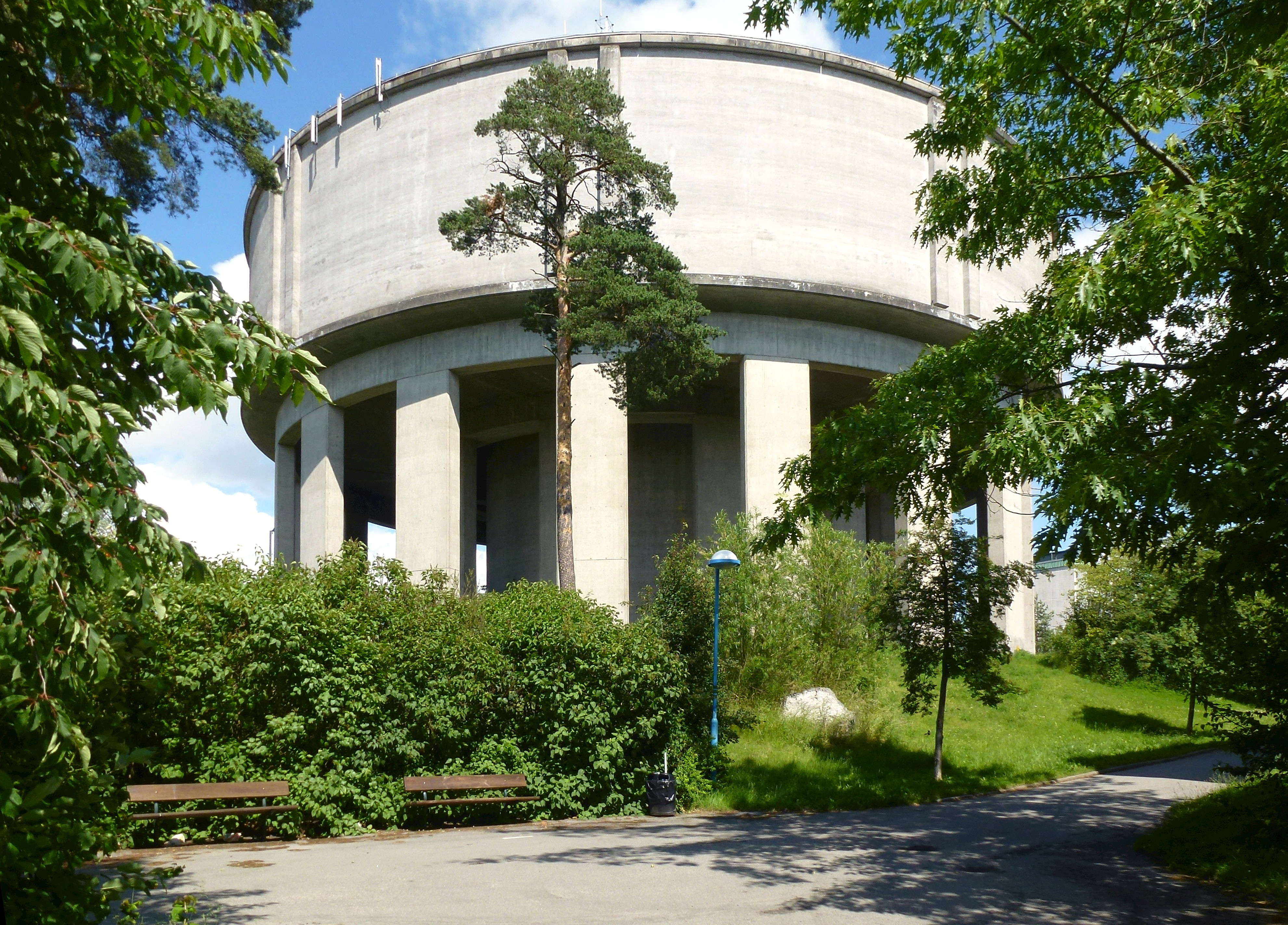
Tensta vattentorn

Tensta vattentorn (även Tenstareservoaren) är en vattenreservoar i stadsdelen Tensta i Västerort inom Stockholms kommun.  Vattentornet uppfördes 1969 och är grönmärkt av Stockholms stadsmuseum vilket innebär att byggnaden bedöms vara "särskilt värdefull från historisk, kulturhistorisk, miljömässig eller konstnärlig synpunkt". Med sitt framträdande geografiska läge på Tenstas högsta höjd har vattentornet blivit ett landmärke i områdets stadslandskap som syns långt över Järvafältet. Stockholm Vatten och Avfall planerar för en betydande ombyggnation och förändring av vattentornet med start 2025.

## Bilder

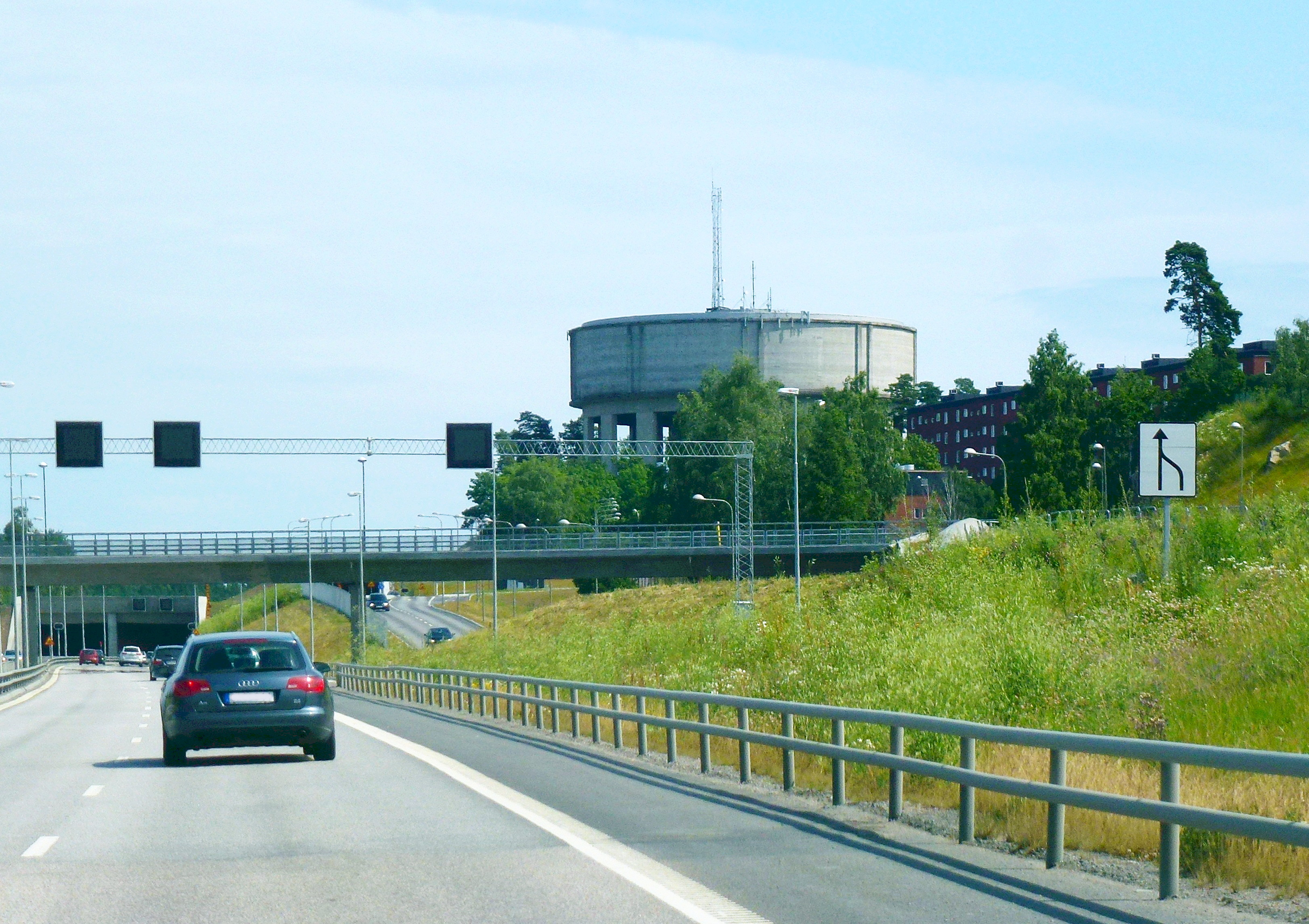
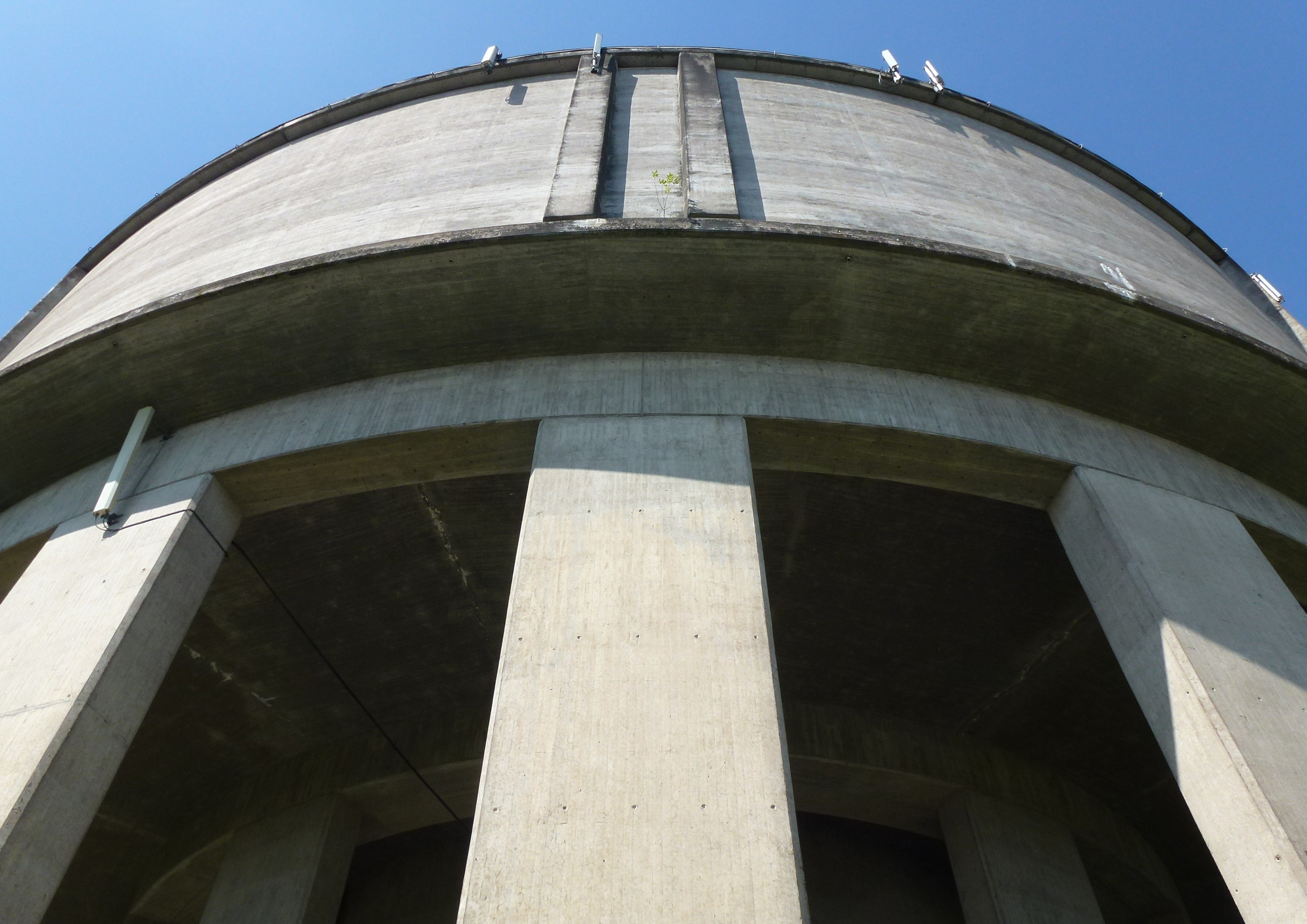
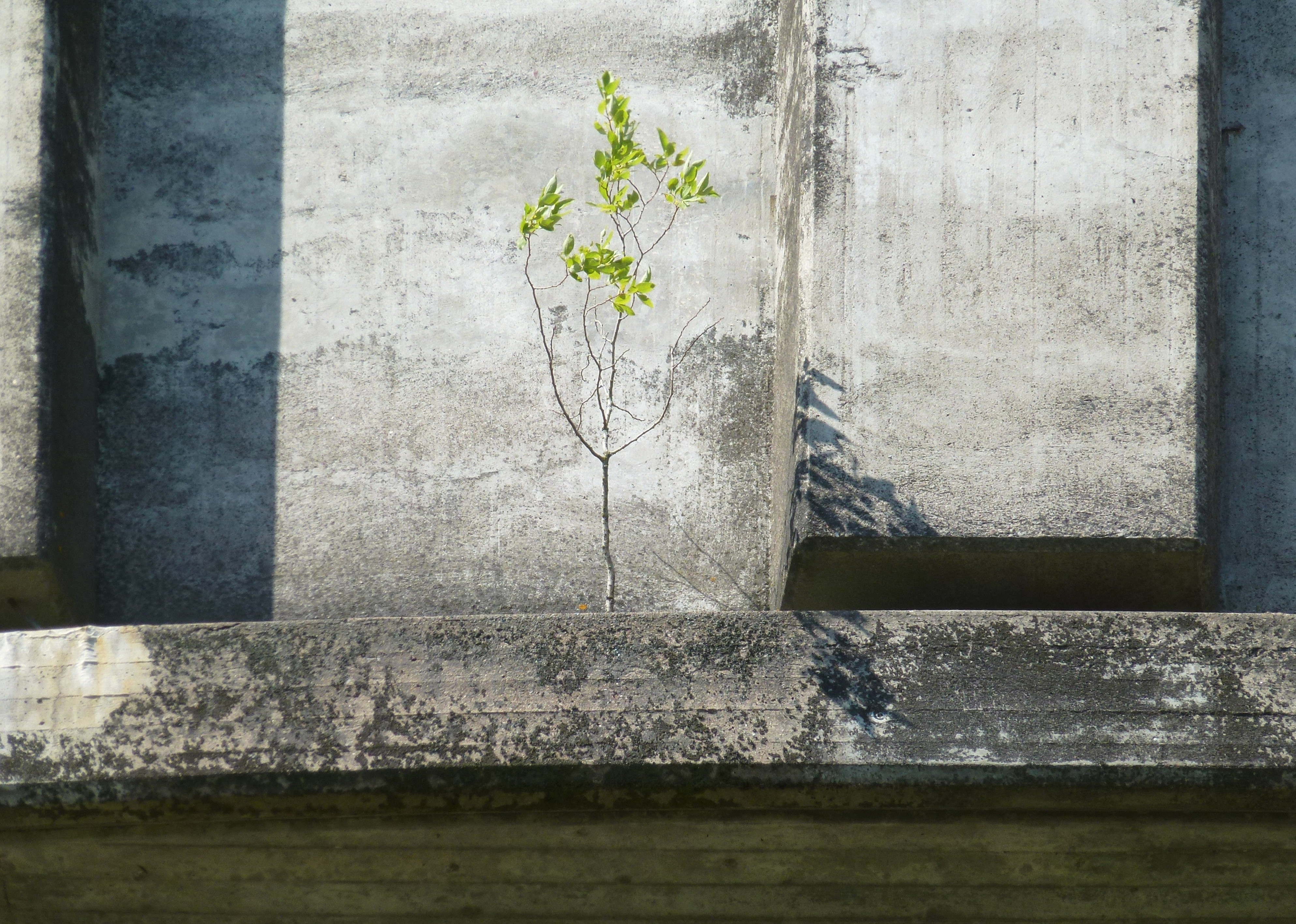
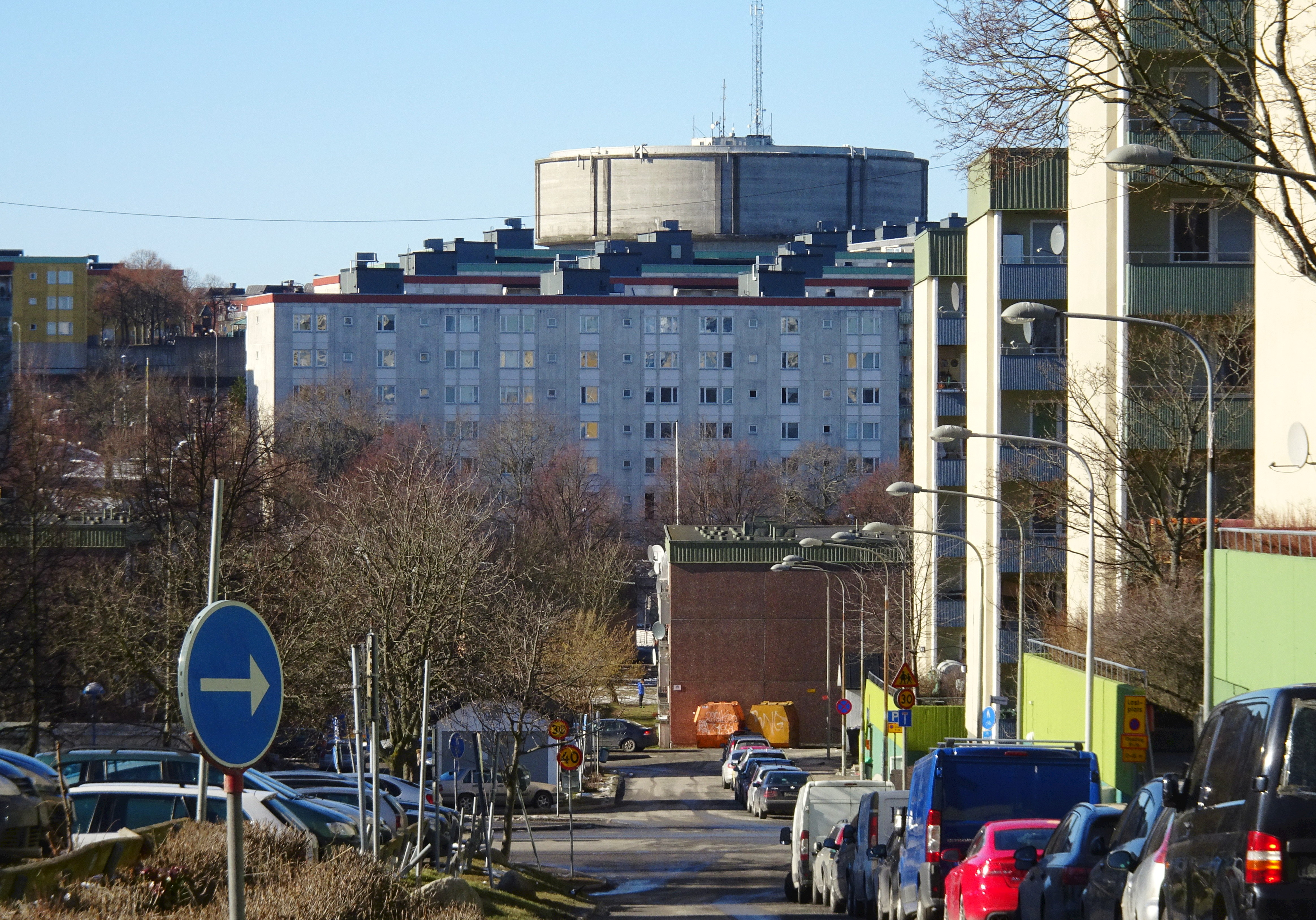
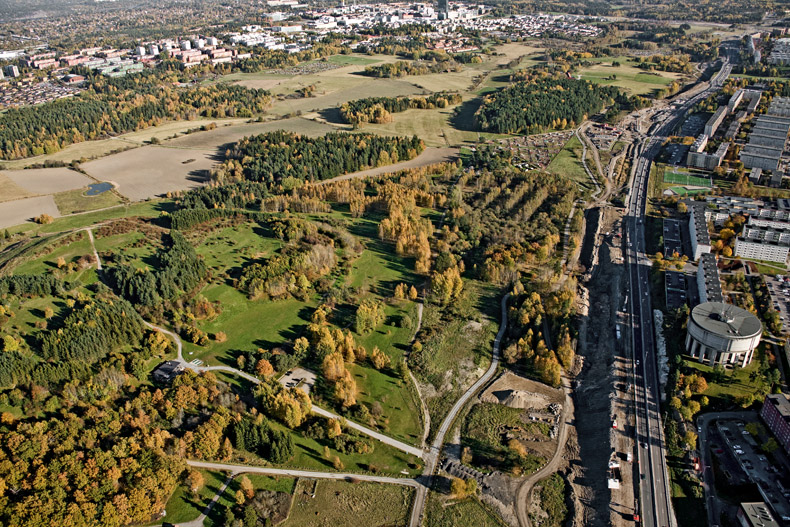

## Läge och omgivning
Vattentornet är beläget på en höjd i norra delen av Tensta, intill E18 och omgivet av flerbostadsområden med skivhus i flera väderstreck och i linje med kvarteret Drevinge på Föllingebacken ritad av Lars Bryde. Höjdens yttre delar utgörs av gräsbevuxna sluttningar med enstaka träd och buskar, särskilt brant i norr mot motorvägen. En gångväg leder upp till tornet från söder. Själva byggnaden står på en liten gräsbeväxt platå, där det i västra delen finns flera höga tallar. Vid tornets bas är marken grustäckt och här står en mindre teknisk bod som används för utrustning kopplad till de mobiltelefonantenner som är monterade på tornet. Från platsen har man en vidsträckt utsikt över Tensta-Hjulsta och Järvafältet.

## Arkitektur
Tensta vattentorn uppfördes 1969 på Tenstas högsta höjd efter ritningar av Vattenbyggnadsbyrån (VBB), vilka även svarade för Sätra vattentorn i södra Stockholm som byggdes samtidigt. VBB:s arkitekter gav byggnaden en enkel och stram arkitektur med en massiv betongvolym, bastanta kolonner och rytmiskt utplacerade lisener påminner om ett förstorat antikt rundtempel. Själva vattencisternen bärs upp av dubbla rader av breda betongpelare. Cisternfasadens enda utsmyckning består av parvisa pilaster i betong. Annars består ytan av obehandlad betong med avtryck efter gjutformens brädor. Vattenreservoaren rymmer 18 000 m³ dricksvatten som pumpas från Lovö vattenverk. Den högsta vattennivån är 66,10 meter över havet.

## Kulturhistoriskt värde
Tensta vattentorn är grönklassat av Stadsmuseet i Stockholm, vilket innebär att byggnaden bedöms ha särskilt högt kulturhistoriskt värde. Tornet har en framträdande placering på Tenstas högsta punkt och är synligt vida omkring som ett landmärke såväl från de omkringliggande bostadsområdena, E18 och Järvafältet.
Tensta vattentorn har ett mycket högt stadsbildsmässigt värde, men även symbolvärdet och det identitetsskapande värdet är stort. Byggnaden är placerad på Tenstas högsta punkt, vattentornet är synligt vida omkring som ett landmärke; såväl från de omkringliggande bostadsområdena som från E:18 och från Järvafältet. Byggnaden är av stadsplaneringshistoriskt värde, som ett uttryck för 1960-talets ideal där man medvetet placerade den högre bebyggelsen på den högst belägna marken - som storskaliga skulpturer i stadslandskapet.

## Ombyggnad av Tensta vattentorn
Stockholm Vatten och Avfall planerar en utbyggnad och renovering av Tensta vattentorn. Arbetet med ombyggnaden rapporteras starta tidigast 2025 med start av renovering av vattentornet 2028. På Stockholm Vatten och Avfalls hemsida presenteras en visionsbild över hur vattentornet kan se ut efter renoveringen.